# Inkhundla Mhlambanyatsi
L'Inkhundla Mhlambanyatsi è uno dei sedici tinkhundla del distretto di Manzini, nell'eSwatini.

## Geografia antropica

### Suddivisioni amministrative
L'Inkhundla è suddiviso nei 5 seguenti imiphakatsi: Dingizwe, Lundzi, Mbangave, Mlindazwe, Zondwako.